# BYOD
BYOD /ˌbiː waɪoʊˈdiː/) - còn được gọi là BYOT, BYOP, và BYOPC - ám chỉ được phép sử dụng thiết bị do cá nhân sở hữu thay vì phải sử dụng thiết bị do tổ chức cung cấp.
Có hai ngữ cảnh chính mà thuật ngữ này được sử dụng. Một trong số đó là trong ngành viễn thông, nơi nó ám chỉ các nhà mạng cho phép khách hàng kích hoạt điện thoại hiện có của họ (hoặc các thiết bị di động khác) trên mạng, thay vì phải mua một thiết bị mới từ nhà mạng. Ngữ cảnh còn lại, và là trọng tâm chính của bài viết này, là trong môi trường làm việc, nơi thuật ngữ này ám chỉ một chính sách cho phép nhân viên mang các thiết bị cá nhân của họ (laptop, máy tính bảng, điện thoại thông minh, vv.) đến nơi làm việc và sử dụng những thiết bị đó để truy cập thông tin và ứng dụng quan trọng của công ty. Hiện tượng này thường được gọi là thương mại hóa công nghệ.
BYOD đang tạo dấu ấn đáng kể trong thế giới kinh doanh, với khoảng 75% nhân viên ở các thị trường tăng trưởng cao như Brazil và Nga và 44% ở các thị trường phát triển đã sử dụng công nghệ cá nhân của họ tại nơi làm việc. Các cuộc khảo sát đã cho thấy các doanh nghiệp không thể ngăn nhân viên mang thiết bị cá nhân vào nơi làm việc. Các nghiên cứu chia rẽ về các lợi ích của BYOD. Một cuộc khảo sát cho thấy khoảng 95% nhân viên tuyên bố họ sử dụng ít nhất một thiết bị cá nhân cho công việc.